# ルシアーノ・ナルシン
ルシアーノ・ナルシン（ルチアーノ・ナルシング、Luciano Narsingh, 1990年9月13日 - ）は、オランダ・アムステルダム出身のサッカー選手。ポジションはミッドフィールダー。

## クラブ経歴
2008年にSCヘーレンフェーンでプロキャリアをスタートさせた。
2012年7月16日、PSVアイントホーフェンに5年契約で移籍した。
2017年1月12日、スウォンジー・シティAFCに2年半の契約で移籍した。スウォンジーでの最初の2年間は定期的に試合に出場していたが、チャンピオンシップに降格した2018-2019シーズンはわずか2試合とほとんど出場機会を得られず。これについてナルシンは「監督は僕を使いたいと言ってくれたけど、クラブのオーナーが許さなかった」と語っている。
契約が切れた2019年7月5日にフェイエノールトと2年契約でサインした。

## 代表経歴
オランダ代表としてU-21代表でプレーした。
2012年5月30日のスロバキア代表でA代表デビュー。同年のEURO 2012のオランダ代表にも選ばれた。同年8月15日のベルギーとの親善試合で代表初得点を記録した。

## タイトル
クラブ
PSVアイントホーフェン
- エールディヴィジ 2014-15, 2015-16
- ヨハン・クライフ・スハール 2012, 2015

## 個人成績

### クラブでの成績
| クラブ経歴 | クラブ経歴         | クラブ経歴       | リーグ | リーグ | カップ     | カップ     | リーグ杯   | リーグ杯   | 国際大会 | 国際大会 | 通算 | 通算 |
| シーズン   | クラブ             | リーグ           | 出場   | 得点   | 出場       | 得点       | 出場       | 得点       | 出場     | 得点     | 出場 | 得点 |
| オランダ   | オランダ           | オランダ         | リーグ | リーグ | KNVBカップ | KNVBカップ | ヨーロッパ | ヨーロッパ | その他   | その他   | 通算 | 通算 |
| ---------- | ------------------ | ---------------- | ------ | ------ | ---------- | ---------- | ---------- | ---------- | -------- | -------- | ---- | ---- |
| 2008-09    | SCヘーレンフェーン | エールディヴィジ | 2      | 0      | 0          | 0          | –          | –          | –        | –        | 2    | 0    |
| 2009-10    | SCヘーレンフェーン | エールディヴィジ | 2      | 0      | 1          | 0          | 0          | 0          | –        | –        | 3    | 0    |
| 2010-11    | SCヘーレンフェーン | エールディヴィジ | 24     | 5      | 2          | 0          | –          | –          | –        | –        | 26   | 5    |
| 2011-12    | SCヘーレンフェーン | エールディヴィジ | 34     | 8      | 5          | 4          | –          | –          | –        | –        | 39   | 12   |
| 2012-13    | PSV                | エールディヴィジ | 18     | 6      | 3          | 0          | 5          | 0          | –        | –        | 26   | 6    |
| 2013-14    | PSV                | エールディヴィジ | 20     | 0      | 1          | 0          | 3          | 0          | –        | –        | 24   | 0    |
| 2014-15    | PSV                | エールディヴィジ | 12     | 3      | 2          | 1          | 9          | 1          | –        | –        | 23   | 5    |
| 通算       | オランダ           | オランダ         | 112    | 22     | 14         | 5          | 17         | 1          | –        | –        | 143  | 28   |
| 総通算     | 総通算             | 総通算           | 112    | 22     | 14         | 5          | 17         | 1          | –        | –        | 143  | 28   |